# Marián Černický
Marián Černický (* 23. března 1953) je bývalý slovenský fotbalista, záložník.

## Fotbalová kariéra
V československé lize hrál za Lokomotívu Košice, nastoupil v 78 ligových utkáních a dal 6 gólů. Vítěz Slovenského poháru a finalista Československého poháru 1977. Ve švýcarské lize hrál za FC Sion, nastoupil ve 108 utkáních a dal 19 ligových gólů. V Poháru vítězů pohárů nastoupil za FC Sion ve 4 utkáních.

## Ligová bilance
| Ročník                                     | Zápasy | Góly | Klub                 |
| ------------------------------------------ | ------ | ---- | -------------------- |
| 1. československá fotbalová liga 1973/1974 | 15     | 1    | TJ Lokomotíva Košice |
| 1. československá fotbalová liga 1975/1976 | 25     | 1    | TJ Lokomotíva Košice |
| 1. československá fotbalová liga 1976/1977 | 27     | 4    | TJ Lokomotíva Košice |
| 1. československá fotbalová liga 1977/1978 | 11     | 0    | TJ Lokomotíva Košice |
| Švýcarská Super League 1979/1980           | 35     | 9    | FC Sion              |
| Švýcarská Super League 1980/1981           | 23     | 2    | FC Sion              |
| Švýcarská Super League 1981/1982           | 27     | 4    | FC Sion              |
| Švýcarská Super League 1982/1983           | 23     | 4    | FC Sion              |
| CELKEM Fotbalová liga Československa       | 78     | 6    |                      |
| CELKEM Švýcarská Super League              | 108    | 10   |                      |